# Hepatocyt

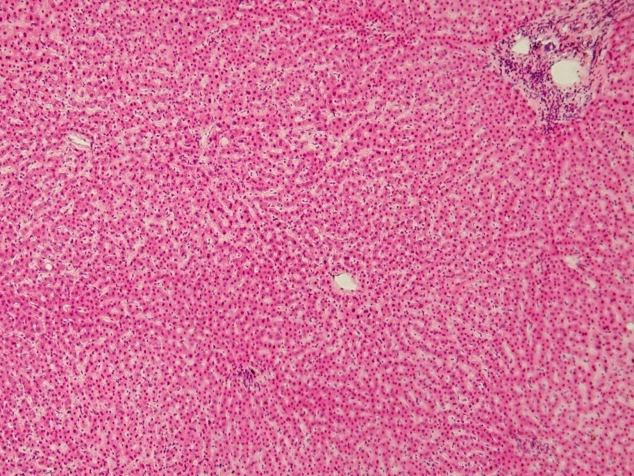
Řez lidskými játry pod světelným mikroskopem: pravidelné červené buňky jsou hepatocyty

Hepatocyt, neboli jaterní buňka, je buňka tvořící základ jaterní tkáně, která je zodpovědná za většinu metabolických pochodů, která probíhají v játrech. Tvoří 78 % objemu jater a 60 % všech buněk tohoto orgánu. V každém miligramu lidských jater se nachází asi 171×103 hepatocytů. Je to epitelová buňka, pro kterou je typická těsná vazba s ostatními buňkami a přítomnost keratinů.

## Vzhled

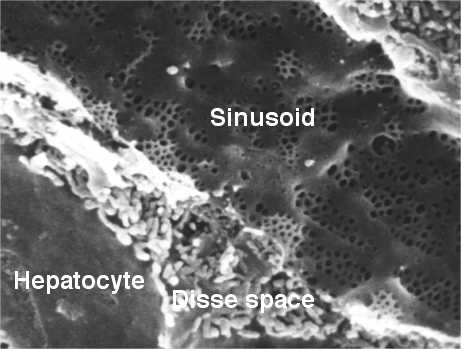
Snímek z elektronového mikroskopu: mikroklky hepatocytů v Dysseho prostoru okolo fenestrované krevní kapiláry

Hepatocyty jsou polyedrické, asi 30 µm velké buňky se světlým, kulatým jádrem a jedním nebo dvěma výraznými jadérky. Většinou mají pouze jedno jádro, ale dvoujaderné hepatocyty jsou časté.
Hepatocyty nenasedají na žádnou bazální membránu. Jednou stranou směřují směrem ke krevní vlásečnici a boky se dotýkají ostatních hepatocytů. V místech, kde na sebe těsně naléhají jednotlivé hepatocyty, je jejich okraj hladký a jednotlivé buňky jsou spojené buněčnými spoji, desmozomy. Výjimku tvoří místa, kde dva sousedící hepatocyty vytváří žlučovou kapiláru, kam je produkována žluč. Zde dva k sobě přiléhající hepatocyty vytvoří prostor vchlípením cytoplazmy a jeho utěsněním dalšími buněčnými spoji, kromě desmozomů také těsnými spoji (tight junction) a vodivými spoji (gap junction). Cytoplazmatická membrána směřující dovnitř žlučové kapiláry se vychyluje v pravidelné mikroklky.
Strana směřující ke krevní vlásečnici je rovněž vybavena mikroklky, které jsou ale nepravidelné. Mikroklky směřují do tzv. Disseho prostoru, což je 0,2-0,5 μm široký prostor mezi endotelovou buňkou vlásečnice, neboli sinusoidy, a hepatocytem.

## Organely hepatocytu a jejich funkce
Jádro hepatocytu je kulaté a tvoří 5–10 % objemu buňky. Ve světelném mikroskopu se jeví světle, protože většina chromatinu je tzv. euchromatin, s aktivní transkipcí genů. Asi 25 % hepatocytů má dvě jádra. Vzácností není ani zvýšená ploidie jader, která je přímo úměrná velikosti jádra. Mohou být tetraploidní, se čtyřmi chromozomovými sadami, a od dvaceti let věku člověka se objevují i oktoploidní jádra. Velké množství chromozomových sad v jádrech hepatocytů je však považováno za prekancerózní změny. Časté jsou jaderné inkluze tvořené glykogenovými zrny či tukovými kapénkami.

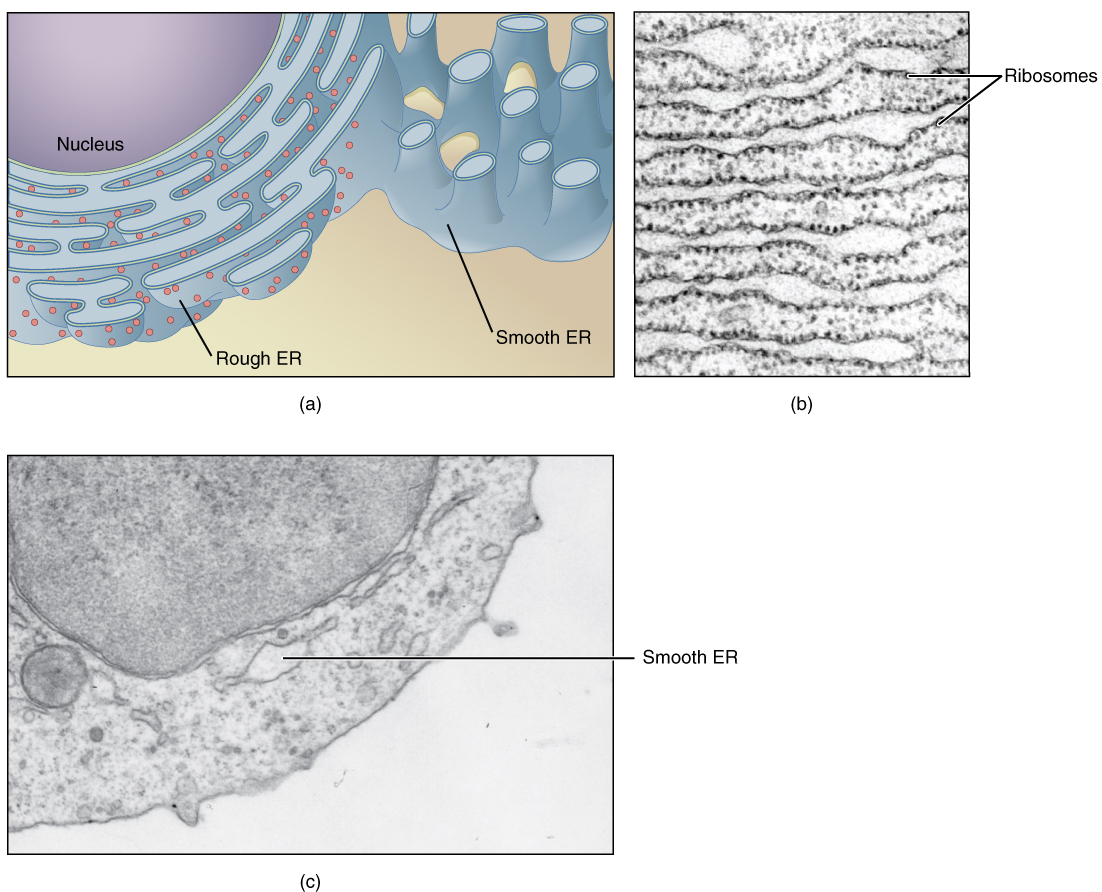
Endoplazmatické retikulum, bohatě rozvinutá organela hepatocytů

Bohatě rozvinuté je endoplazmatické retikulum. Je to soustava cisteren a kanálků tvořených membránou, která se napojuje na buněčné jádro. Tvoří 15–20 % objemu buňky a jeho celkový povrch je 63000 μm2, což je asi 38× víc než povrch cytoplazmatické membrány celé buňky. Při metabolickém stresu se dokáže ještě zvětšit. 60 procent endoplazmatického retikula hepatocytu je tvořeno drsným endoplazmatickým retikulem, na jehož membráně jsou přítomné ribozomy.
Zde jsou syntetizovány bílkoviny, a to především albumin, srážecí faktory a enzymy, jako je glukóza-6-fosfatáza. V játrech jsou tvořeny všechny bílkoviny krevní plazmy kromě gama-globulinů, a jejich syntéza probíhá právě na drsném ER. Dále jsou zde tvořeny triacylglyceridy z volných masných kyselin a spojovány s proteiny za vzniku lipoproteinů, a tato organela se podílí i na syntéze glykogenu.
Hladké endoplazmatické retikulum je místem, kde probíhá množství biochemických reakcí, na jeho membránách se nachází skupina cytochromů P450, kde dochází k oxidaci substrátů a detoxikaci cizorodých látek, je zde také syntetizován cholesterol, steroidy a žlučové kyseliny a probíhá zde degradace hemu.
Soustava Golgiho aparátu slouží k transportu, přechovávání a úpravě látek syntetizovaných buňkou. V hepatocytu se váčky Goldiho aparátu nachází především v blízkosti žlučové kapiláry, podílí se zřejmě významně na produkci žluči.
Mitochondrie hepatocytů jsou početné. Na kristách vnitřní membrány mitochondrií probíhají procesy, které zásobují hepatocyt energií, především pak oxidativní fosforylace. Matrix mitochondrií je místem, kde se odehrává Krebsův cyklus, částečně i beta-oxidace mastných kyselin, část ornitinového cyklu, některé kroky syntézy steroidů a syntéza hemu.
Peroxizomy se nachází především v blízkosti hladkého endoplazmatického retikula a glykogenových inkluzí. Jejich funkce je spojena především s oxidací vyšších karboxylových kyselin a eikosanoidů a syntézou plazmalogenů a cholesterolu. Kromě toho obsahuje také enzymy, jako je glykolátoxidáza, kataláza, a oxidáza D-aminokyselin.
Lyzozomy se rovněž nachází v blízkosti žlučové kapiláry. Obsahují proteolytické enzymy a slouží též jako zásobárna železa v podobě ferritinu, ukládají také měď, žlučové pigmenty a lipofuscin.
V cytoplazmě hepatocytu jsou přítomné četné inkluze, především glykogenu, dále lipidové kapénky a granula ferritinu. Lipidové kapénky tvoří 0,3-2,1 % objemu buňky.
Plazmatická membrána hepatocytů je vyztužena vláknitými bílkovinami, které tvoří podpůrný cytoskelet, udržující tvar buňky. Tuto funkci mají zvláště intermediární filamenta, u hepatocytů se jedná o cytokeratiny. Cytokeratinová vlákna se táhnou od perinukleární oblasti k cytoplazmatické membráně, kde jsou ukotvena v pevných buněčných spojích, desmozomech. Udržují tak stabilní tvar buňky a celé tkáně. Lidské hepatocyty obsahují cytokeratiny typu 8 a 18.
S desmozomy jsou asociována také mikrofilamenta, tvořená aktinem. Jsou kontraktilním elementem, v hepatocytu se vyskytují především pod cytoplazmatickou membránou v blízkosti žlučové kapiláry, kterou tak vyztužují, a pronikají také do mikroklků. Zajišťují tak motilitu kapiláry a proudění žluči.
Poslední složkou cytoskeletu hepatocytů jsou mikrotubuly, které slouží jako "koleje" k transportu organel a umožňuje také jaderné dělení tvorbou dělicího vřeténka.
Cytoplazmatická membrána je rozdělena na tři specializované oblasti podle toho, jestli směřuje do Dysseho prostoru, do žlučové kapiláry nebo k jiným hepatocytům. Tyto oblasti se liší jak vlastnostmi samotné membrány, jako je její fluidita, po enzymovou i receptorovou výbavu.

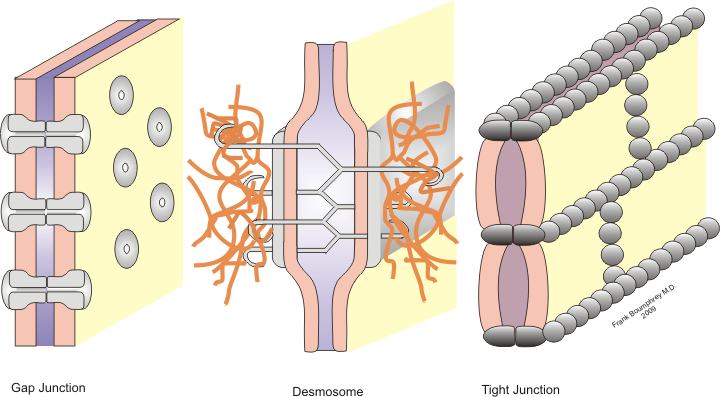
Schema buněčných spojů hepatocytů: vodivý spoj, desmozom a těsný spoj

Část cytoplazmatické membrány, která tvoří žlučovou kapiláru, tvoří asi 15 % povrchu hepatocytu. Transport látek na ní je jednosměrný, z hepatocytu směrem do lumina kapiláry. V membráně jsou umístěné enzymy alkalická fosfomonoesteráza a ATP-áza. Ze všech stran je utěsněna těsnými spoji, které zabraňují úniku makromolekul do mezibuněčného prostoru mezi hepatocyty. Na laterálních plochách hepatocytů jsou pravidelně rozmístěné desmozomy a vodivé spoje, kterými spolu komunikují sousedící buňky. Na membráně přivrácené do Dysseho prostoru je možný oboustranný transport látek.

## Enzymatická výbava

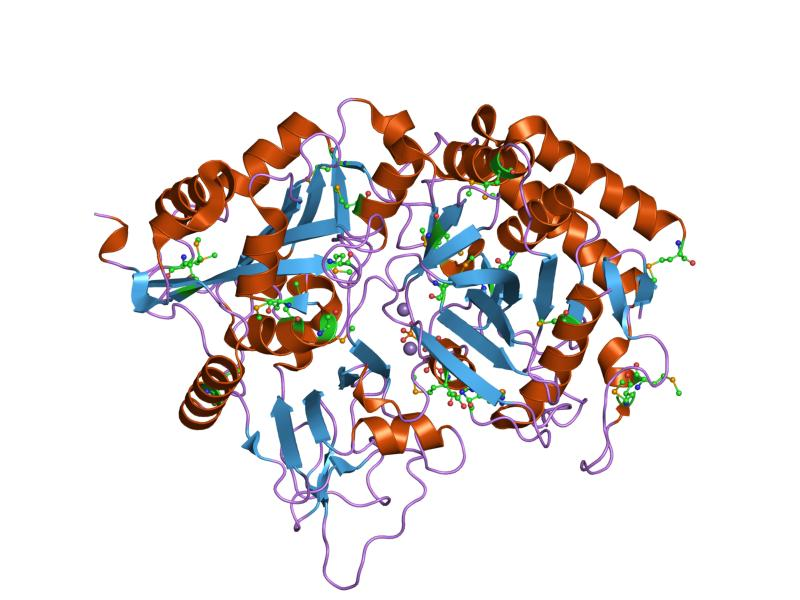
Model enzymu fosfoenolpyruvátkinázy, cytosolového enzymu hepatocytů

Hepatocyty mají enzymatickou výbavu k průběhu většiny metabolických drah v organismu. Játra slouží jiným orgánům a tkáním, které tyto enzymy netvoří. Speciálními enzymy hepatocytů jsou:
- Glukokináza, umožňuje rychle vychytávat glukózu z krve, je-li její koncentrace zvýšená (po jídle)
- Glukóza-6-fosfatáza, působí opačně, umožňuje uvolňovat glukózu do krve
- Glycerolkináza, umožňuje využití glycerolu buď při glykolýze, nebo pro syntézu triacylglycerolů a fosfoglycerolů
- Fosfoenolpyruvátkarboxykináza, řídící enzym metabolické dráhy syntézy glukózy, glukoneogeneze
- Fruktokináza, umožňuje vychytávat fruktózu z krve
- Argináza, poslední enzym v ornitinovém cyklu, ve kterém je tvořena močovina
- 3-hydroxy-3-methylglutaryl-CoA-syntáza, mitochondriální enzym umožňující vznik ketolátky acetacetátu
- 3-hydroxy-3-methylglutaryl-CoA-lyáza, mitochondriální enzym umožňující vznik ketolátky acetacetátu, při ketokegezi musí být přítomny oba enzymy, syntáza i lyáza
- 7-α-hydroxyláza, enzym umožňující vznik žlučových kyselin z cholesterolu

V játrech se pro užití v organismu zpracovávají volné mastné kyseliny, laktát, glycerol, fruktóza a aminokyseliny a nezastupitelná je role jater v udržování stálé koncentrace glukózy v krvi.

## Uspořádání hepatocytů

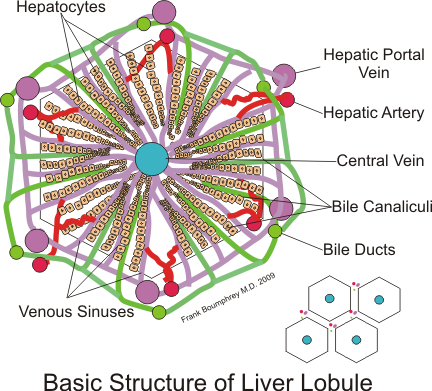
Schema uspořádání jaterního lalůčku

Hepatocyty jsou v jaterní tkáni uspořádány do trámců, které se větví a zase se spojují v pruzích vedoucích od centrální žíly po okraj jaterního lalůčku, který má tvar šestibokého hranolu, s centrální žílou uprostřed. V místech, kde se dotýkají tři sousedící lalůčky, probíhá jaterním parenchymem větev jaterní tepny, portální žíly a žlučovod, toto uspořádání tvoří tzv. triádu. Trámce hepatocytů jsou obvykle jeden až dvě buňky tlusté, u novorozenců a dětí jsou však tvořeny dvěma nebo více buňkami. Mezi centrální žílou a triádou se v jedné řadě nachází asi 24 hepatocytů. Mezi trámci hepatocytů se proplétají sinusoidy.
Protože ne všechny hepatocyty se nachází stejně daleko od přívodní jaterní tepny, jsou nestejně zásobené kyslíkem a živinami. Hepatocyty se podle svého umístění vůči krevnímu zásobení liší i morfologicky a odlišná je i jejich enzymatická výbava a hlavní funkce, které vykonávají. Toto zohledňuje popis tzv. primárního jaterního acinu, který se dělí na tři zóny:
- 1. zóna, periportální, je nejlépe zásobená kyslíkem a živinami. Je tvořena hepatocyty, které se nacházejí nejblíž přívodní jaterní arterioly. Odehrává se v nich především glukoneogeneze, syntéza glutathionu a procesy vyžadující energii, jako je syntéza močoviny. Produkce žluči periportálními buňkami je závislá na žlučových kyselinách.[14]
- 2. zóna je zónou přechodnou
- 3. zóna, periacinární, je nejméně zásobená živinami a kyslíkem. Převládá zde aktivita cytochromu P-450 a detoxikace látek a glykolýza, tvoří se zde glutaminsyntetáza a sekrece žluči je nezávislá na žlučových kyselinách.[14]

## Životní cyklus hepatocytů a jejich regenerace
Hepatocyty pokusných zvířat žijí asi 150 dní. Staré či poškozené buňky zanikají apoptózou. Ve zdravé jaterní tkáni vzniká stejně nových buněk, jako jich zaniká. Hepatocyty se obnovují dělením: dle potřeby jsou schopny přejít z G0 fáze do G1 fáze. Za normálních okolností je mitotický index jaterní tkáně malý, jen asi 1:104–2,2×103, ale rychlost obnovy jaterní tkáně může rychle stoupnout, například po odnětí části jaterní tkáně.
Dojde-li k takovému poškození jaterní tkáně, že přežívající hepatocyty obnovu samy nemohou zvládnout, nastupují na jejich místo také kmenové buňky, které jsou v játrech připravené v blízkosti malých žlučových vývodů, mimo těchto kmenových buněk se v hepatocyt může diferencovat také kmenová buňka kostní dřeně.